# Heavy Nova
Heavy Nova es el noveno álbum de estudio del cantante británico de rock Robert Palmer, publicado en 1988 por EMI Records. Prácticamente mantiene el mismo sonido de su  disco anterior, aunque como era habitual en su carrera, mezcló diversos estilos en sus composiciones. Entre ellas, «Change His Ways» en donde une elementos de la música sudafricana con el canto a la tirolesa o en «Between Us» en que agrega un ritmo de bossa nova.
La producción incluye tres versiones: «Early in the Morning», grabada originalmente por The Gap Band en su álbum Gap Band IV de 1982, mientras que «Tell Me I'm Not Dreaming» la registró Jermaine Jackson en su álbum homónimo de 1984 aunque con el título de «Tell Me I'm Not Dreamin' (Too Good to Be True)». Por su parte, «It Could Happen to You» fue escrita en 1943 y apareció en el musical And the Angels Sing de 1944.

## Recepción comercial y promoción
Heavy Nova es la segunda producción más exitosa del cantante después de Riptide de 1985. Alcanzó el puesto 13 en la lista Billboard 200 y en 1988 la Recording Industry Association of America (RIAA) lo certificó de disco de platino, luego de vender más de un millón de copias en los Estados Unidos. Por su parte, en el Reino Unido logró el lugar 17 en el UK Albums Chart y en 1988 la BPI le otorgó un disco de oro por vender más de cien mil ejemplares en ese país. Para promocionarlo, entre 1988 y 1989 se publicaron seis sencillos: «Simply Irresistible», «Early in the Morning», «She Makes My Day», «Tell Me I'm Not Dreaming», «Change His Ways» y «It Could Happen to You». De ellos, el más exitoso fue «Simply Irresistible», que logró el primer lugar en el Mainstream Rock Tracks y el segundo lugar en el Billboard Hot 100. Si bien en el Reino Unido la canción solo alcanzó el puesto 44 en el UK Singles Chart, «She Makes My Day» fue el que tuvo mayor repercusión en la mencionada lista ya que obtuvo la sexta posición.

## Lista de canciones
| N.º | Título                                                   | Escritor(es)                                 | Duración |  |
| 1.  | «Simply Irresistible»                                    | Robert Palmer                                | 4:14     |  |
| 2.  | «More Than Ever»                                         | Palmer                                       | 3:25     |  |
| 3.  | «Change His Ways»                                        | Palmer                                       | 2:56     |  |
| 4.  | «Disturbing Behaviour»                                   | Palmer                                       | 3:45     |  |
| 5.  | «Early in the Morning» (versión de The Gap Band)         | Charlie Wilson, Lonnie Simmons, Rudy Taylor, | 4:42     |  |
| 6.  | «It Could Happen to You»                                 | Johnny Burke, Jimmy Van Heusen               | 2:32     |  |
| 7.  | «She Makes My Day»                                       | Palmer                                       | 4:23     |  |
| 8.  | «Between Us»                                             | Palmer                                       | 4:49     |  |
| 9.  | «Casting a Spell»                                        | Palmer                                       | 3:57     |  |
| 10. | «Tell Me I'm Not Dreaming» (versión de Jermaine Jackson) | Bruce Sudano, Michael Omartian, Jay Gruska   | 3:46     |  |

## Músicos
- Robert Palmer: voz
- Dennis Budimir y Eddie Martinez: guitarra
- John Grey: guitarra y percusión
- Frank Blair y Barry "Sun John" Johnson: bajo
- Ricky Fataar y Dony Wynn: batería
- William Bryant, Misha Schneider, Jeff Bova y Richard Gibbs: teclados
- Garth Hudson: teclados y acordeón
- Tom "T-Bone" Wolk: acordeón
- Robyn Lobe: percusión
- Dom Um Romão: percusión y coros
- Chuck Findley: trompeta
- Luka Belak: violín
- Clare Fischer: sección de cuerdas
- Rick Danko y B.J. Nelson: coros